# Cardington (Ohio)
Cardington es una villa ubicada en el condado de Morrow en el estado estadounidense de Ohio. En el Censo de 2010 tenía una población de 2047 habitantes y una densidad poblacional de 393,99 personas por km².

## Geografía
Cardington se encuentra ubicada en las coordenadas 40°29′53″N 82°53′37″O / 40.49806, -82.89361. Según la Oficina del Censo de los Estados Unidos, Cardington tiene una superficie total de 5.2 km², de la cual 5.2 km² corresponden a tierra firme y (0%) 0 km² es agua.

## Demografía
Según el censo de 2010, había 2047 personas residiendo en Cardington. La densidad de población era de 393,99 hab./km². De los 2047 habitantes, Cardington estaba compuesto por el 97.85% blancos, el 0.15% eran afroamericanos, el 0.05% eran amerindios, el 0.2% eran asiáticos, el 0% eran isleños del Pacífico, el 0.44% eran de otras razas y el 1.32% pertenecían a dos o más razas. Del total de la población el 0.83% eran hispanos o latinos de cualquier raza.